# Allocotidus bruesi
Genre
Espèce
Allocotidus bruesi est une espèce éteinte d'hyménoptères apocrites de la famille des Stigmaphronidae. Elle a vécu au cours du Crétacé supérieur.
Elle est la seule espèce du genre Allocotidus.

## Référence
- (en) Muesebeck : A new Ceraphronid from Cretaceous amber (Hymenoptera: Proctotrupoidea). Journal of Paleontology Tulsa, 37 pp 129-130